# Dan Ramzer
Dan Ramzer (* 12. srpna 1969 Liberec) je český zemědělský odborník, pedagog a politik. Mezi lety 2007 a 2021 a znovu od 2022 starosta města Frýdlant na Liberecku, předtím byl v letech 1994 až 2006 místostarostou nedaleké obce Višňová, v letech 2016 až 2024 zastupitel Libereckého kraje (v letech 2020 až 2022 také náměstek hejtmana), člen ODS.

## Život
Jeho matka byla sekretářkou, otec montážním technologem, který roku 1969 vystoupil z Komunistické strany Československa. To zapříčinilo omezené možnosti studia jejich syna. Byť jeho otec preferoval strojní průmyslovou školu, Dan Ramzer si vybral zemědělské učiliště ve Frýdlantě. To vystudoval a následně též agronomickou střední školu a Vysokou školu zemědělskou v Praze. Vystudovanému oboru se věnoval i v zaměstnání. Od roku 1992 působil coby učitel a mistr odborné výuky. O sedm let později vyhrál konkurz na ředitele zemědělského učiliště.
Patřil mezi iniciátory setkávání mezi obyvateli obcí ze severu a jihu Jizerských hor u Protržené přehrady nazvané Pochod proti proudu. Jako vedoucí se též účastnil týdenního letního tábora s aktivitami pro seniory, který v roce 2018 uspořádalo liberecké Komunitní centrum Kontakt.
Ramzer je ženatý a s manželkou má tři děti (syna a dvě dcery – dvojčata). Žije ve městě Frýdlant, konkrétně v části Větrov.

## Politické působení

### Komunální politika
V komunálních volbách v roce 1994 byl zvolen jako nestraník za ODS zastupitelem obce Višňová na Liberecku, později se stal i místostarostou obce. Obě funkce obhájil také ve volbách v roce 1998 (nezávislý) a v roce 2002 (nestraník za SNK-ED). Mandát zastupitele a místostarosty vykonával do roku 2006, kdy se přestěhoval do nedalekého Frýdlantu.
V roce 2006 vstoupil do ODS a za tuto stranu byl v komunálních volbách v roce 2006 zvolen zastupitelem Frýdlantu. Na začátku listopadu 2006 se navíc stal místostarostou města. Krátce nato však dosavadní starosta Jindřich Wurm rezignoval a na jeho místo byl dne 8. února 2007 zvolen právě Dan Ramzer. Po komunálních volbách v roce 2010, které se konaly krátce po tisícileté povodni, jež město postihla, byl ve své funkci opětovně potvrzen. Rovněž v komunálních volbách v roce 2014 obhájil post zastupitele města (vedl kandidátku ODS) a následně byl na konci listopadu 2014 již po třetí zvolen starostou města. Rovněž ve volbách v roce 2018 získal mandát zastupitele jakožto lídr ODS a byl po čtvrté zvolen starostou města.

### Vnitrostranické, krajské a poslanecké volby
V krajských volbách v roce 2000 kandidoval neúspěšně jako nestraník za Demokratickou regionální stranu (DRS) do Zastupitelstva Libereckého kraje. Krajským zastupitelem se nestal ani po volbách v roce 2004, kdy kandidoval jako nestraník za DRS v rámci subjektu Koalice "Unie pro sport a zdraví - Demokratická regionální strana". Neuspěl ani jako člen ODS v krajských volbách v roce 2012.
Na podzim 2013 pak neúspěšně kandidoval za ODS v Libereckém kraji v předčasných volbách do Poslanecké sněmovny Parlamentu České republiky. Od 6. ledna 2014 je krajským předsedou ODS v Libereckém kraji. Ve volbách porazil jabloneckého primátora Petra Beitla a ve funkci tak vystřídal Přemysla Sobotku. Na podzim roku 2015 byl vybrán do čela kandidátky své strany v Libereckém kraji pro krajské volby v roce 2016. Ve volbách strana nakonec získala čtyři mandáty a Ramzer se stal krajským zastupitelem.
V krajských volbách v roce 2020 byl opět lídrem kandidátky ODS v Libereckém kraji. Ve volbách strana získala pět mandátů, z nichž jeden patřil Ramzerovi. Dne 3. listopadu 2020 se navíc stal náměstkem hejtmana Libereckého kraje pro školství. Ve volbách v roce 2024 obhajoval jako člen ODS post zastupitele Libereckého kraje, a to na kandidátce subjektu „SPOLU pro Liberecký kraj - ODS, TOP 09, KDU-ČSL“. Tentokrát však neuspěl a krajským zastupitelem se znovu nestal.